# Lista de singles número um na Gaon Digital Chart em 2011
Esta é uma lista de canções que atingiram o número um da tabela musical Gaon Digital Chart em 2011. A lista é publicada pela Gaon Music Chart em periodicidade semanal (com dados coletados de domingo a sábado), mensal e anual. A lista refere-se a um gráfico que classifica as canções com o melhor desempenho na Coreia do Sul. Os dados são coletados pela Korea Music Content Association. A canção de melhor desempenho geral na tabela anual de 2011, "Roly-Poly" do T-ara, não liderou nenhum gráfico semanal ou mensal - tornando-se a primeira (e, até agora, única) vez que esse feito aconteceu na história da parada.
Abaixo estão listados os singles que alcançaram as melhores posições nas paradas semanais e mensais do ano vigente:

## Histórico semanal

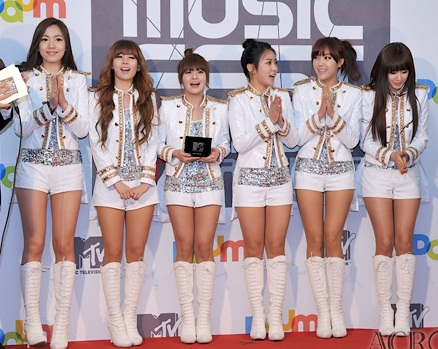
"Roly-Poly" do T-ara obteve o single de melhor desempenho do ano, mesmo não atingindo o número um semanal e mensal.

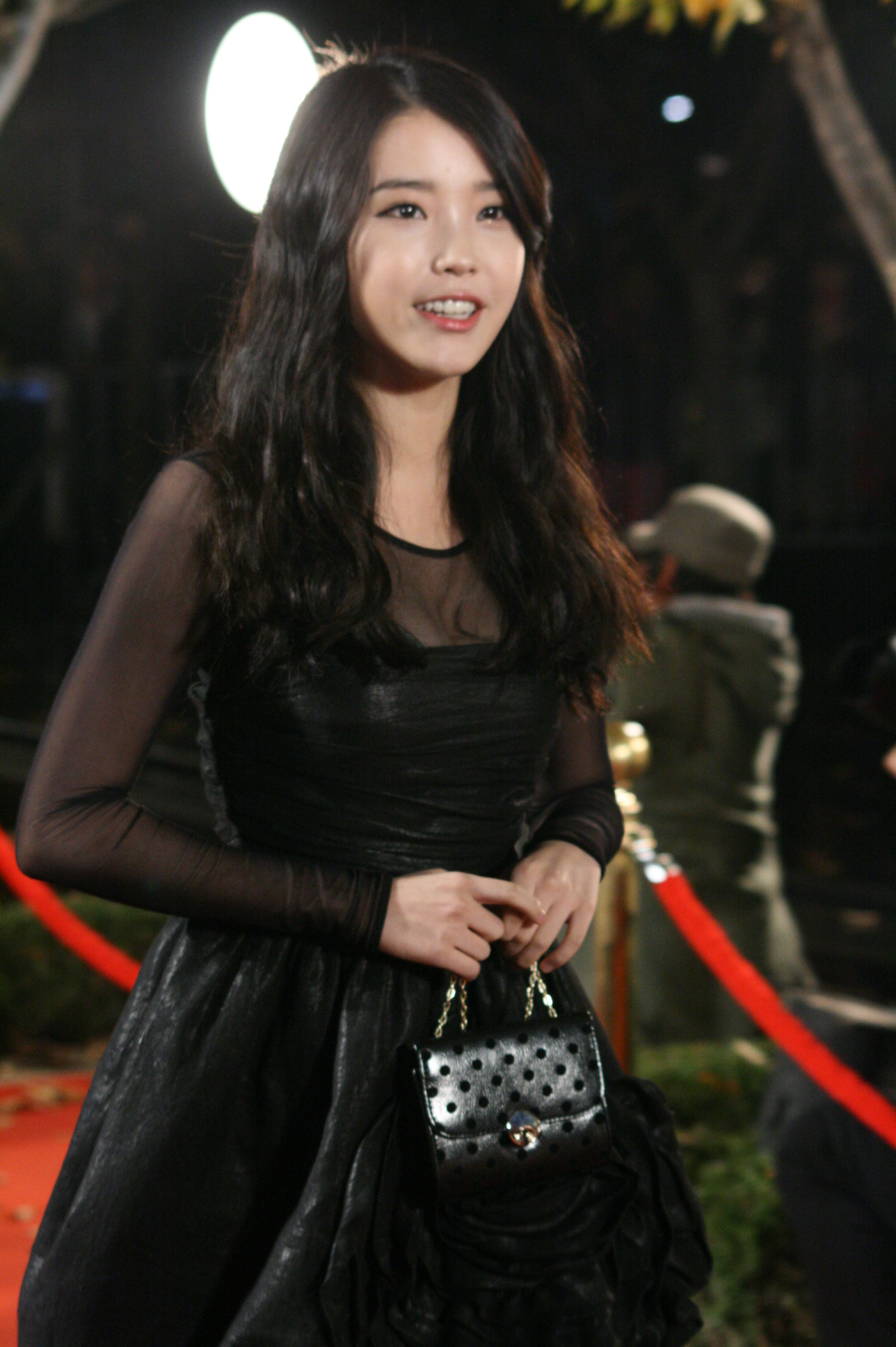
IU conquista quatro canções semanais em número um, o maior número para um artista no ano de 2011.

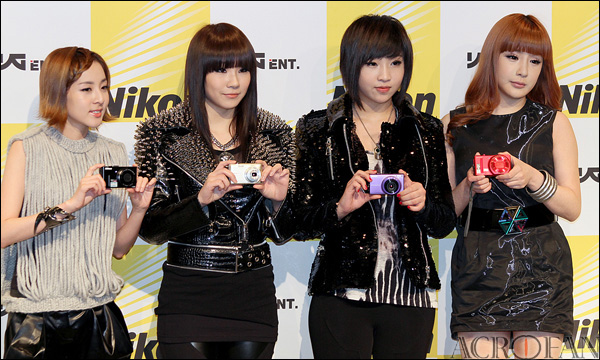
2NE1 obteve três singles semanais em número um, o maior número para um grupo no ano.

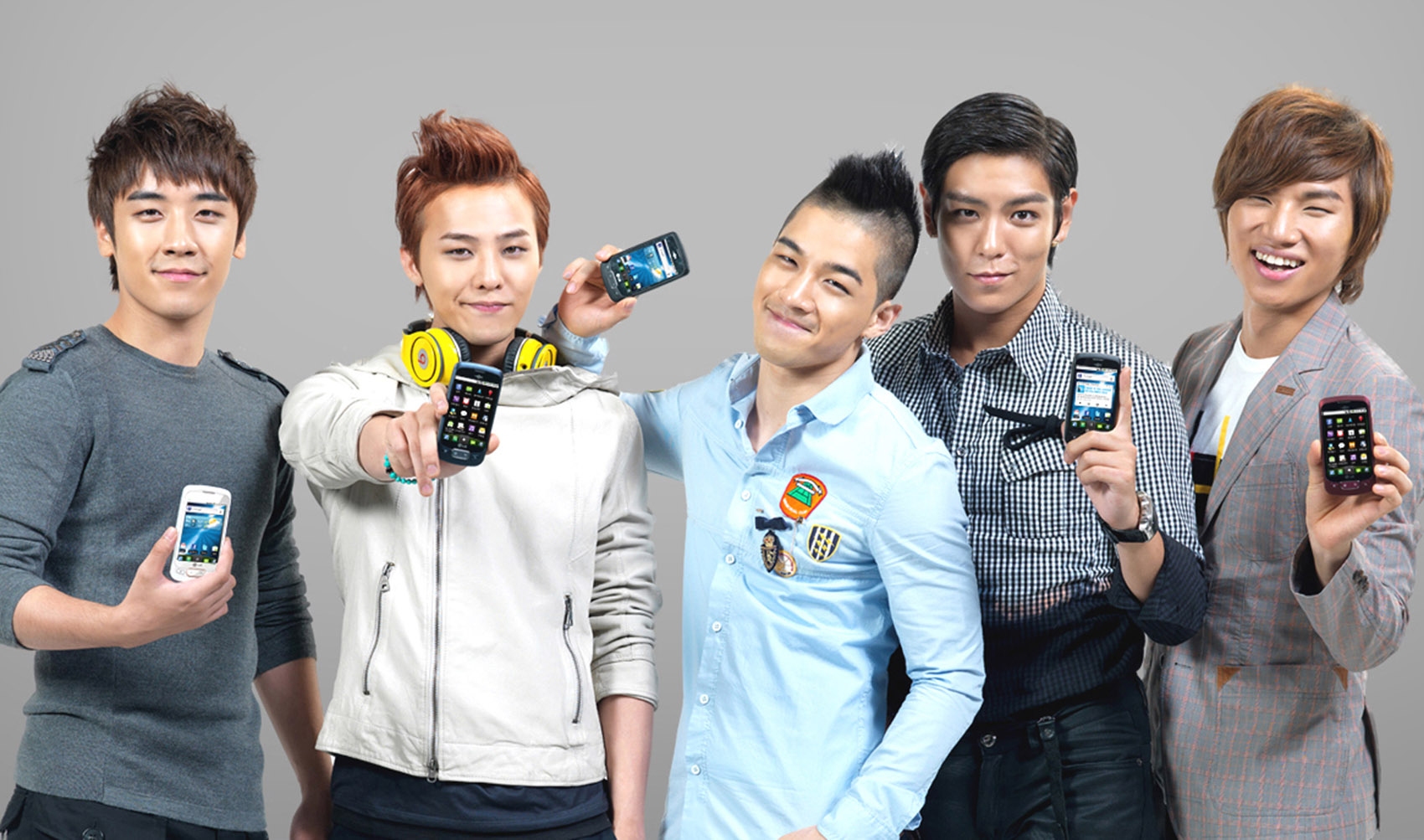
"Love Song" do Big Bang obteve a melhor performance de abril.

| Semana de       | Canção                                                                       | Artista(s)                                                  | Ref.          |
| --------------- | ---------------------------------------------------------------------------- | ----------------------------------------------------------- | ------------- |
| 1 de janeiro    | "Good Day" (좋은 날)                                                         | IU                                                          | [ 1 ] [ 2 ]   |
| 8 de janeiro    | "Good Day" (좋은 날)                                                         | IU                                                          | [ 3 ] [ 4 ]   |
| 15 de janeiro   | "That Man" (그 남자)                                                         | Hyun Bin                                                    | [ 5 ] [ 6 ]   |
| 22 de janeiro   | "For First Time Lovers (Banmal Song)" (처음 사랑하는 연인들을 위해 (반말송)) | Jung Yong-hwa                                               | [ 7 ] [ 8 ]   |
| 29 de janeiro   | "For First Time Lovers (Banmal Song)" (처음 사랑하는 연인들을 위해 (반말송)) | Jung Yong-hwa                                               | [ 9 ] [ 10 ]  |
| 5 de fevereiro  | "Someday"                                                                    | IU                                                          | [ 11 ]        |
| 12 de fevereiro | "Black & White"                                                              | G.NA                                                        | [ 12 ] [ 13 ] |
| 19 de fevereiro | "The Story Only I Didn't Know" (나만 몰랐던 이야기)                          | IU                                                          | [ 14 ] [ 15 ] |
| 26 de fevereiro | "The Story Only I Didn't Know" (나만 몰랐던 이야기)                          | IU                                                          | [ 16 ] [ 17 ] |
| 5 de março      | "Tonight"                                                                    | Big Bang                                                    | [ 18 ] [ 19 ] |
| 12 de março     | "Going Crazy" (미친거니)                                                     | Song Jieun com participação de Bang Yong-guk                | [ 20 ] [ 21 ] |
| 19 de março     | "My Heart Beating" (가슴이 뛴다)                                             | K.Will                                                      | [ 22 ] [ 23 ] |
| 26 de março     | "Intuition" (직감)                                                           | CN Blue                                                     | [ 24 ] [ 25 ] |
| 2 de abril      | "Please" (제발)                                                              | Kim Bum-soo                                                 | [ 26 ] [ 27 ] |
| 9 de abril      | "Please" (제발)                                                              | Kim Bum-soo                                                 | [ 28 ]        |
| 16 de abril     | "Love Song"                                                                  | Big Bang                                                    | [ 29 ] [ 30 ] |
| 23 de abril     | "Danger" (피노키오)                                                          | f(x)                                                        | [ 31 ] [ 32 ] |
| 30 de abril     | "Don't Cry"                                                                  | Park Bom                                                    | [ 33 ] [ 34 ] |
| 7 de maio       | "Don't Cry"                                                                  | Park Bom                                                    | [ 35 ]        |
| 14 de maio      | "I Hope It Would Be That Way Now" (이젠 그랬으면 좋겠네)                     | Park Jung-hyun                                              | [ 36 ] [ 37 ] |
| 21 de maio      | "Lonely"                                                                     | 2NE1                                                        | [ 38 ] [ 39 ] |
| 28 de maio      | "If You Were Like Me" (나와 같다면)                                          | Kim Yeon-woo                                                | [ 40 ] [ 41 ] |
| 4 de junho      | "For 1000 Days" (천일동안)                                                   | Ock Joo-hyun                                                | [ 42 ] [ 43 ] |
| 11 de junho     | "Don’t Forget Me" (나를 잊지 말아요)                                         | Huh Gak                                                     | [ 44 ] [ 45 ] |
| 18 de junho     | "Coordination" (조율)                                                        | JK Kim Dong-wook                                            | [ 46 ] [ 47 ] |
| 25 de junho     | "Hands Up"                                                                   | 2PM                                                         | [ 48 ] [ 49 ] |
| 2 de julho      | "I Am the Best" (내가 제일 잘 나가)                                          | 2NE1                                                        | [ 50 ] [ 51 ] |
| 9 de julho      | "Having an Affair" (바람났어)                                                | GG (Park Myeong-su & G-Dragon) com participação de Park Bom | [ 52 ] [ 53 ] |
| 16 de julho     | "Having an Affair" (바람났어)                                                | GG (Park Myeong-su & G-Dragon) com participação de Park Bom | [ 54 ] [ 55 ] |
| 23 de julho     | "Good-bye Baby"                                                              | Miss A                                                      | [ 56 ] [ 57 ] |
| 30 de julho     | "Good-bye Baby"                                                              | Miss A                                                      | [ 58 ]        |
| 6 de agosto     | "Ugly"                                                                       | 2NE1                                                        | [ 59 ] [ 60 ] |
| 13 de agosto    | "So Cool"                                                                    | Sistar                                                      | [ 61 ] [ 62 ] |
| 20 de agosto    | "I Turned Off the TV..." (TV를 껐네...)                                      | Leessang com participação de Yoon Mi-rae e Kwon Jung-yeol   | [ 63 ] [ 64 ] |
| 27 de agosto    | "I Turned Off the TV..." (TV를 껐네...)                                      | Leessang com participação de Yoon Mi-rae e Kwon Jung-yeol   | [ 65 ] [ 66 ] |
| 3 de setembro   | "Don't Say Goodbye" (안녕이라고 말하지마)                                    | Davichi                                                     | [ 67 ] [ 68 ] |
| 10 de setembro  | "Don't Say Goodbye" (안녕이라고 말하지마)                                    | Davichi                                                     | [ 69 ]        |
| 17 de setembro  | "Don't Say Goodbye" (안녕이라고 말하지마)                                    | Davichi                                                     | [ 70 ]        |
| 24 de setembro  | "Hello"                                                                      | Huh Gak                                                     | [ 71 ]        |
| 1 de outubro    | "Sixth Sense"                                                                | Brown Eyed Girls                                            | [ 72 ]        |
| 8 de outubro    | "Tokyo Girl" (동경소녀)                                                      | Busker Busker                                               | [ 73 ]        |
| 15 de outubro   | "Open Arms"                                                                  | Ulala Session com participação de Christina                 | [ 74 ]        |
| 22 de outubro   | "The Boys"                                                                   | Girls' Generation                                           | [ 75 ]        |
| 29 de outubro   | "The Boys"                                                                   | Girls' Generation                                           | [ 76 ]        |
| 5 de novembro   | "The Western Sky" (서쪽 하늘)                                                | Ulala Session                                               | [ 77 ]        |
| 12 de novembro  | "Be My Baby"                                                                 | Wonder Girls                                                | [ 78 ]        |
| 19 de novembro  | "Cry Cry"                                                                    | T-ara                                                       | [ 79 ]        |
| 26 de novembro  | "Cry Cry"                                                                    | T-ara                                                       | [ 80 ]        |
| 3 de dezembro   | "You and I" (너랑 나)                                                        | IU                                                          | [ 81 ]        |
| 10 de dezembro  | "You and I" (너랑 나)                                                        | IU                                                          | [ 82 ]        |
| 17 de dezembro  | "You and I" (너랑 나)                                                        | IU                                                          | [ 83 ]        |
| 24 de dezembro  | "Trouble Maker"                                                              | Trouble Maker                                               | [ 84 ]        |
| 31 de dezembro  | "We Were in Love" (우리 사랑했잖아)                                          | Davichi and T-ara                                           | [ 85 ]        |

## Histórico mensal
| Mês       | Canção                                              | Artista(s)                                                  | Pontos agregados | Total de downloads | Posição de fim de ano | Ref    |
| --------- | --------------------------------------------------- | ----------------------------------------------------------- | ---------------- | ------------------ | --------------------- | ------ |
| Janeiro   | "That Man" (그 남자)                                | Hyun Bin                                                    | –                | –                  | 39                    | [ 86 ] |
| Fevereiro | "The Story Only I Didn't Know" (나만 몰랐던 이야기) | IU                                                          | –                | –                  | 10                    | [ 87 ] |
| Março     | "My Heart Beating" (가슴이 뛴다)                    | K.Will                                                      | 158,316,435      | 1,113,984          | 13                    | [ 88 ] |
| Abril     | "Love Song"                                         | Big Bang                                                    | 146,984,191      | 1,098,775          | 27                    | [ 89 ] |
| Maio      | "Lonely"                                            | 2NE1                                                        | 190,313,245      | 1,477,729          | 4                     | [ 90 ] |
| Junho     | "Starlight Moonlight" (별빛달빛)                    | Secret                                                      | 143,129,339      | 1,373,180          | 15                    | [ 91 ] |
| Julho     | "Having an Affair" (바람났어)                       | GG (Park Myung Soo & G-Dragon) com participação de Park Bom | 268,055,358      | 2,623,583          | 2                     | [ 92 ] |
| Agosto    | "I Turned Off the TV..." (TV를 껐네...)             | Leessang com participação de Yoon Mi-rae e Kwon Jung-yeol   | 134,997,784      | 1,524,068          | 23                    | [ 93 ] |
| Setembro  | "Don't Say Goodbye" (안녕이라고 말하지마)           | Davichi                                                     | 135,249,438      | 1,595,977          | 18                    | [ 94 ] |
| Outubro   | "Tokyo Girl" (동경소녀)                             | Busker Busker                                               | 135,234,443      | 1,831,105          | 52                    | [ 95 ] |
| Novembro  | "Be My Baby"                                        | Wonder Girls                                                | 171,813,840      | 2,186,473          | 33                    | [ 96 ] |
| Dezembro  | "You and I" (너랑 나)                               | IU                                                          | 161,517,725      | 1,854,143          | 36                    | [ 97 ] |